# Norberto Esbrez

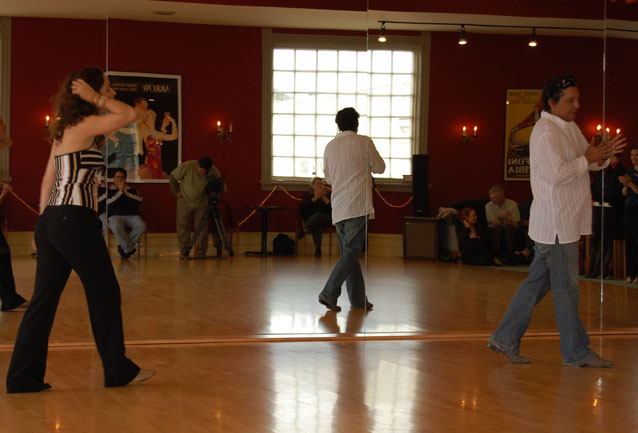
Norberto Esbres i Luiza Paes uczą tango argentyńskie w studio Shall we Dance w Pacific Grove, Kalifornia

Norberto Esbrez (ur. 22 listopada 1966, zm. 16 lipca 2014 w Buenos Aires) – argentyński tancerz tanga argentyńskiego, choreograf i nauczyciel.
Esbrez był tancerzem tango nuevo, znanym jako El Pulpo czyli ośmiornica ze względu na płynne i skomplikowane figury. Stworzył nowe figury tanga, m.in. ocho loco, sentada girada, elevador, czy el elástico. Stosował i rozwijał figury sacadas con agarre, oraz  nowe kombinacje enganche.
Jego styl jest na tyle znany, że o tancerzach wykonujących podobne ruchy i figury mówi się, że wykonują pulpeadas. 
Pracował w wielu teatrach w Buenos Aires, m.in. Teatro San Martin, Teatro Astral, Teatro Opera, Cafe Tortoni, El Viejo Almacen, La Ventana, Casablanca.  Uczył w Brazylii jako członek Academia Argentina de Tango. Tańczył i uczył z Luizą Paes; byli członkami międzynarodowego kongresu tanga (International Congress of Argentine Tango) w Buenos Aires.
Pulpo's Tango en la Patriotica jest filmem pokazującym sacady, gancho, i barridy w wersji El Pulpo.